# Poa lhasaensis
Poa lhasaensis är en gräsart som beskrevs av Norman Loftus Bor. Poa lhasaensis ingår i släktet gröen, och familjen gräs. Inga underarter finns listade i Catalogue of Life.